# Cossano Belbo
Cossano Belbo (Cossan an Belb in piemontese) è un comune italiano di 860 abitanti della provincia di Cuneo in Piemonte.
Il comune faceva parte della comunità montana Alta Langa e Langa delle Valli Bormida e Uzzone.

## Monumenti e luoghi di interesse
- Chiesa Parrocchiale di San Giovanni Battista e San Nicolao
- Chiesa di San Pietro
- Santuario della Madonna della Rovere
- Chiesa di San Bovo
- Nel nucleo attuale del paese sussistono importanti resti delle mura perimetrali del castello dei Marchesi di Busca e di Monferrato
- Chiesa di San Martino (pieve romanica, ex insediamento Benedettino) monumento nazionale

## Società

### Evoluzione demografica
Abitanti censiti

### Etnie e minoranze straniere
Secondo i dati Istat al 31 dicembre 2017, i cittadini stranieri residenti a Cossano Belbo sono 134, così suddivisi per nazionalità, elencando per le presenze più significative:
1. Repubblica di Macedonia, 61
2. Romania, 25

## Cultura

### Festività
- Dal giovedì precedente fino al martedì successivo della terza domenica di Luglio: Festa della Madonna del Carmine.
- Terza domenica di Maggio: "Sagra degli in". Rassegna eno-gastromica di prodotti locali: tajarin, ravioli al plin, salamin, trifolin, farina del Mulin, Furmentin e bon vin.

### Cossano Belbo nella letteratura
Cossano Belbo, Madonna del Rovere, il fiume Belbo e la città di Alba fanno da sfondo alle storie partigiane narrate ne "I Ventitré giorni della città di Alba" di Beppe Fenoglio.
Il paese è inoltre citato nel romanzo "La Luna e i falò" di Cesare Pavese.

## Economia
A Cossano Belbo dal 1947 ha sede la Fratelli Martini Secondo Luigi, azienda vinicola tra le più grandi d'Italia.

## Amministrazione
Di seguito è presentata una tabella relativa alle amministrazioni che si sono succedute in questo comune.
| Periodo        | Periodo        | Primo cittadino  | Partito                       | Carica  | Note  |
| -------------- | -------------- | ---------------- | ----------------------------- | ------- | ----- |
| 6 giugno 1985  | 22 maggio 1990 | Giovanni Filante | lista civica                  | Sindaco | [ 7 ] |
| 22 maggio 1990 | 24 aprile 1995 | Giovanni Filante | Partito Repubblicano Italiano | Sindaco | [ 7 ] |
| 12 maggio 1995 | 14 giugno 1999 | Giovanni Filante | lista civica                  | Sindaco | [ 7 ] |
| 14 giugno 1999 | 14 giugno 2004 | Giuseppe Tosa    | lista civica                  | Sindaco | [ 7 ] |
| 14 giugno 2004 | 5 ottobre 2007 | Giuseppe Tosa    | Orizzonti nuovi               | Sindaco | [ 7 ] |
| 15 aprile 2008 | 27 maggio 2013 | Mauro Noè        | lista civica                  | Sindaco | [ 7 ] |
| 27 maggio 2013 | 10 giugno 2018 | Mauro Noè        | lista civica Stretta di mano  | Sindaco | [ 7 ] |
| 11 giugno 2018 | 15 maggio 2023 | Mauro Noè        | lista civica Stretta di mano  | Sindaco | [ 7 ] |
| 15 maggio 2023 | In carica      | Luca Luigi Tosa  | lista civica Stretta di mano  | Sindaco | [ 7 ] |